# Île de Keller
Die Île de Keller (Insel Keller) ist eine französische Insel in der Bretagne. Sie liegt nördlich der Insel Ouessant im Seegebiet Iroise am Eingang des Ärmelkanals.
Die Insel, nur etwa 200 Meter von Ouessant entfernt, ist bekannt als Vogelparadies. Lange Zeit Eigentum des Staates, wurde die Insel Anfang des 20. Jahrhunderts an die Familie Keller verkauft, die ihr den heutigen Namen gab. 1976 war die Insel von der Havarie des Öltankers Olympic Bravery besonders betroffen.